# Club Deportivo Tauste
El Club Deportivo Tauste es un club de fútbol de español, de la villa zaragozana de Tauste, una de las Cinco Villas de Aragón. Fue fundado en 1945 y compite actualmente en la Regional Preferente de Aragón (Grupo II).

## Historia
Veterano club de la región, el Club Deportivo Tauste, fue uno de los primeros equipos aragoneses en disputar la Tercera División de España, debutando en la misma en el año 1946. A lo largo de su historia disputaría en quince ocasiones dicha categoría. Sin embargo, nunca ha tenido continuidad en la antigua división de bronce española, habiendo tenido que retornar habitualmente desde las categorías regionales aragonesas.
Por otra parte, también disputó la Copa del Rey, haciendo su debut en la, entonces llamada Copa del Generalísimo, de 1948, ante el Real Zaragoza.

## Estadio
El Club Deportivo Tauste disputa sus partidos como local en el Estadio de Las Rozas, de titularidad municipal. El 6 de enero de 2012 se estrenó el césped de hierba artificial.

## Uniforme
- Uniforme titular: Camiseta amarilla y con una raya negra vertical en el centro, pantalón negro y medias negras y amarillas.
- Uniforme alternativo: Camiseta roja y blanca, pantalón negro y medias rojas.

## Datos del club
- Temporadas en Tercera División: 15.
- Clasificación histórica de la Tercera División: 593º.
- Participaciones en la Copa del Rey: 1.
- Mejor puesto en Copa del Rey: 2ª ronda (en la 1947-48).

## Palmarés

### Campeonatos regionales
- Regional Preferente de Aragón (3): 1980-81, 1987-88 (Grupo I), 2008-09 (Grupo I).
- Primera Regional de Aragón (34): 1945-46 (Grupo II), 1954-55, 1968-69, 2005-06 (Grupo III).
- Subcampeón de la Primera Regional de Aragón (3): 1977-78 (Grupo I), 1997-98 (Grupo II).